# Индуизм в Латвии

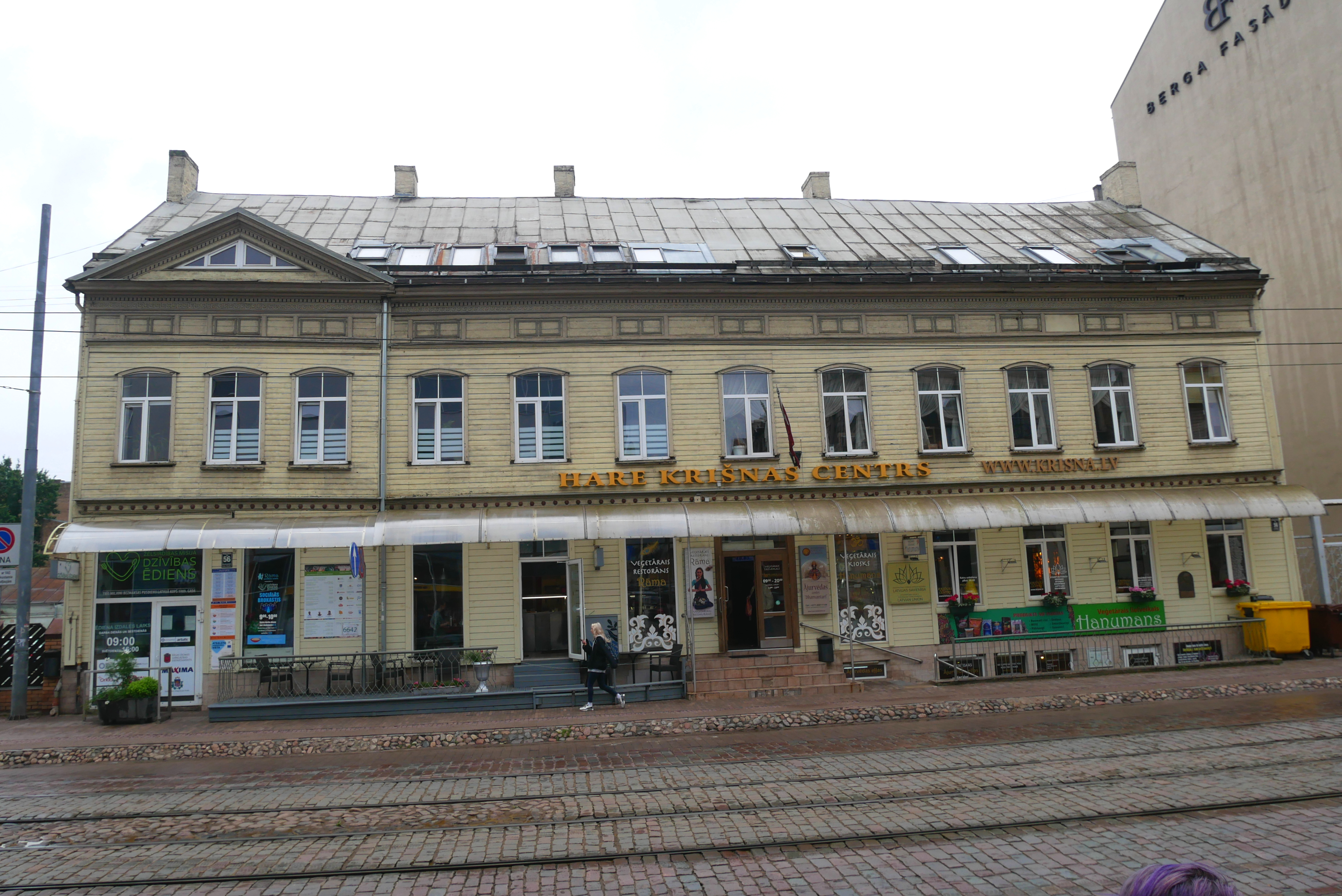
Центр общества Кришны в Риге.

Индуизм — одна из религий, последователи которой проживают в том числе и на территории Латвии. Численность индуистов в Латвии очень маленькая. Наибольшими религиозными индуистскими общинами являются Международное общество сознания Кришны (МОСК, ИСККОН; (англ. International Society for Krishna Consciousness — ISKCON) и Брахма Кумарис. Также в 2011 году в Риге был открыт Горакшанатх мандир — центр йогической традиции натхов.
Деятельность Международного общества сознания Кришны началась в Латвии в начале восьмидесятых годов. В соответствии с учением Чайтаньи, нет необходимости быть индусом по рождению для практики вайшнавизма. Кришнаиты стремятся распространять свою религию среди местного населения. Латвийский филиал Общества сознания Кришны проводит ежегодный фестиваль Ратха-ятра в своем храме в столице Латвии городе Риге. На фестивале адепты Общества сознания Кришны организуют пение мантр и продажу кришнаитских книг. Также кришнаиты пытаются привлечь новых адептов в свои ряды путём пения Харе Кришна мантры в общественных местах и продажи книг, в основном священных текстов индуизма в переводе с санскрита и с комментариями основателя ИСККОН Бхактиведанты Свами Прабхупады.
По состоянию на апрель 2006 года в Латвии насчитывалось 11 зарегистрированных приходов Международное общество сознания Кришны. В 2005 году Общество сознания Кришны в отчете для Министерства юстиции оценило численность своих адептов в Латвии в 127 человек. Общества сознания Кришны ведёт активную проповедь.
У Брахма Кумарис в Латвии есть три центра: в Риге, Даугавпилсе, и Резекне. Точное число их прихожан не известно.
В Горакшанатх мандире проводятся принятые в традиции натхов служения, отмечаются индуистские праздники — такие как Наваратри, Шиваратри, джаянти. В мандир приезжают натховские учителя: Йоги Матсьендранатх Махарадж (Россия), Йоги Виласнатх Махарадж (Индия), они проводят ритриты, а также публичные сатсанги и образовательные программы, посвященные различным аспектам духовных практик.